# Олсън Брадърс
Олсън Брадърс (на датски: Brødrene Olsen) са датски поп и рок дует, който е формиран от братята Йорген Олсън (роден на 15 март 1950 г.) и Ниелс Олсън (роден на 13 април 1954 г.), и който печели Евровизия 2000 в Стокхолм, Швеция, с песента „Fly on the Wings of Love“ със 195 точки. Те създават първата си група, „The Kids“, през 1965 г.
Йорген и Ниелс Олсън участват в мюзикъла „Hair“ в Копенхаген през март 1971 г. и след това тръгват на турне през Дания, Норвегия и Швеция.
Първият албум на братята Олсън е издаден през 1972 г. и общо са издали 13 албума. Някои от най-големите хитови сингли включват „Angelina“ (1972 г.), „For What We Are“ (1973 г.), „Julie“ (1977 г.), „San Francisco“ (1978 г.), „Dans Dans Dans“ (1979 г.), „Marie, Marie“ (1982 г.), „Neon Madonna“ (1985 г.), „Wings Of Love“ (2000), „We Believe In Love“ (2001 г.), „Look Up Look Down“ (изпълнено заедно с Клиф Ричард) (2009 г.) и „Brothers To Brothers“ (2013 г.).
„Олсън Брадърс“ разпродават около 3,2 милиона албума, 1,5 милиона сингли и 2,7 милиона компилации. Те имат дугласна хармония и сред техните „фенове“ са Клиф Ричард и Бьорн Улвеус, като и двамата наричат братята Олсън „европейските вечни братя“.